# Johannes Laurentii Stalenus
Johannes Laurentii Stalenus, född i Småland 1592, död 11 februari 1651 i Växjö, var en svensk professor, rektor för Uppsala universitet, riksdagsman och biskop. 
Vilka Johannes Laurentii Stalenus föräldrar var är okänt, vilket brukar tolkas som att han var av ringa ursprung. Anders Rhyzelius, som annars brukar ange föräldrar, skriver bara att Stalenus var född i Ölmstad och att han studerade i Jönköping, Växjö och Uppsala. Biographiskt Lexicon öfver namnkunnige Svenska Män anger att hans far möjligen var kyrkoherde Laurentius Olmstadius.
1617 blev Stalenus filosofie magister vid Uppsala universitet sedan han disputerat för Jonas Magni Wexionensis med De elementis in specie igni nimirum, aere acqua & terra. Han reste sedan på utrikes studieresor och utnämndes vid hemkomsten 1624 till professor i grekiska i Uppsala. 1640 fick han en professur i teologi. Han var en av dem som 1647 undertecknade Declaratio de Libris symbolicis. Han var motståndare till Johannes Elai Terserus och Johannes Messenius. 1631 och 1638 var han rektor för universitetet.
Han promoverades 1648 till teologie doktor. Drottning Kristina utsåg honom samtidigt till superintendent i Dorpat, men han hann inte bege sig dit innan Joannes Baazius d.ä. avled och Stalenus kallades då i stället av drottningen till att efterträda denne som biskop i Växjö stift. Han fick fullmakt som biskop och begav sig till Växjö 1650, men avled strax efter att han installerats i ämbetet. Innan dess representerade Stalenus prästståndet i riksdagen 1650, och stod i den egenskapen på allmogens sida mot aristokratin angående huruvida adelns gods skulle bli kronogods.
Stalenus var den första inspektorn för Östgöta nation i Uppsala 1645-1650. Han ansågs vara en duktig poet på grekiska.
Stalenus var gift med Magdalena Eriksdotter Skeppera, dotter till Ericus Olai Skepperus, och fick med henne en dotter, Christina. Biographiskt Lexicon öfver namnkunnige Svenska Män skriver att han var farfar till professor Lars Roberg, och att dottern Christina var gift med sysslomannen i Uppsala domkyrka Erik Berg, dottern Elisabeth var gift med en kyrkoherde, och att sonen Lars var adjunkt vid universitetet och sedan kyrkoherde.